# Château d'Erdmannsdorf
Le château d'Erdmannsdorf est un château saxon construit dans le style historiciste à Erdmannsdorf (commune d'Augustusburg) dans la région des Monts Métallifères. Le domaine se trouve au sud du village, sur une falaise dominant la Zschopau.

## Histoire

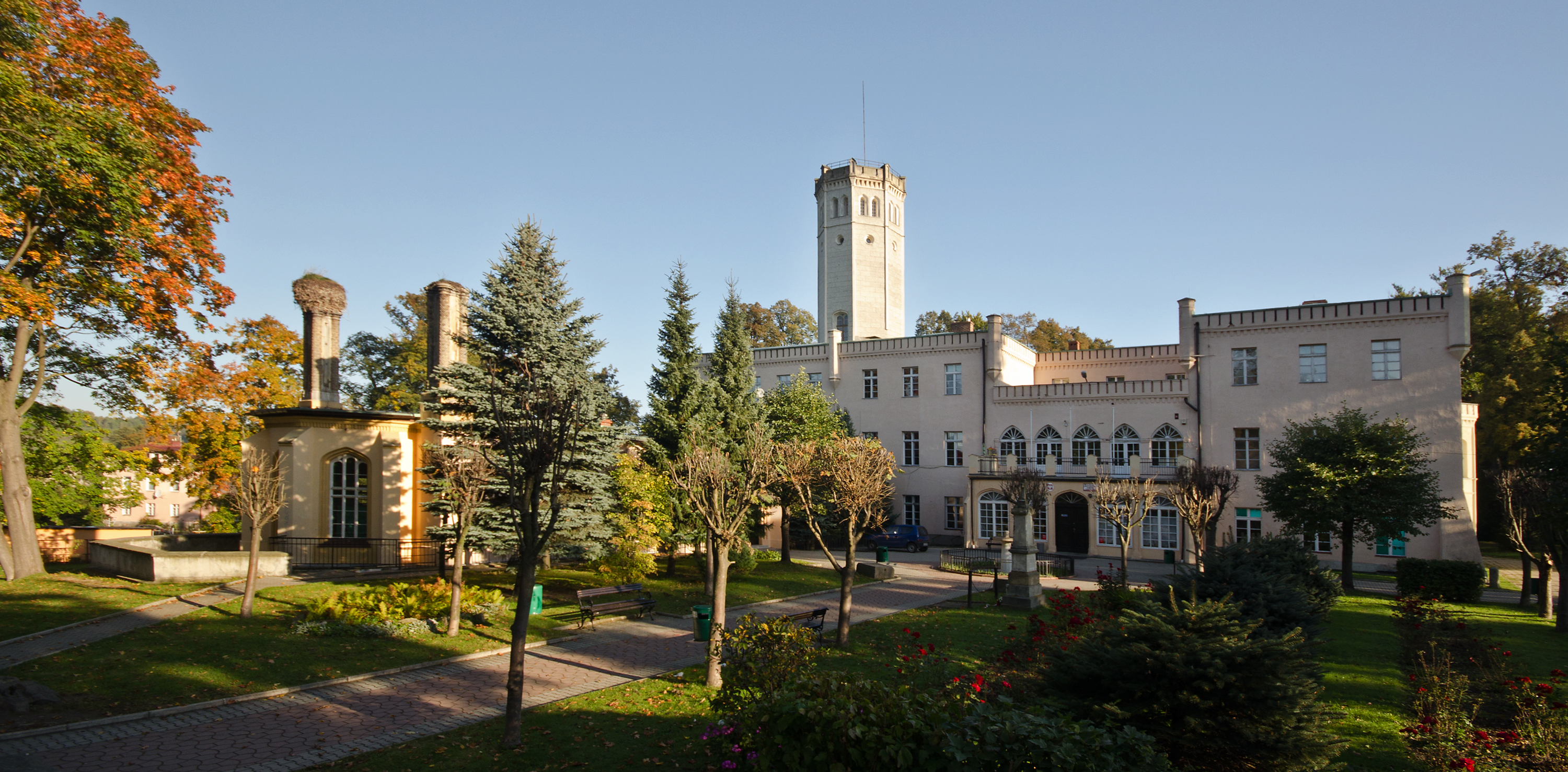
Château d' Erdmannsdorf

Un fort a été érigé en 1160 à cet endroit surélevé et a été cité en 1191 comme fief du chevalier Werner de Ertmarsdorf. Celui-ci construisit aussi le château fort de Nidberg près de Zöblitz, aujourd'hui disparu. Le fort se transforme au fil des siècles en château seigneurial entouré de vastes domaines agricoles. les fondations du château médiéval sont encore visibles.
Parmi les propriétaires, l'on peut citer les familles von Erdmannsdorf, von Schütz et von Könneritz. C'est au diplomate Hans Heinrich von Könneritz, qui fut ambassadeur du royaume de Saxe à Paris, que l'on doit la configuration actuelle du château, lorsqu'il décide de le faire reconstruire en 1848. Il s'inspire du néogothique à la Tudor en vogue pendant la période romantique en Allemagne. Toutefois certains éléments de ce décor disparaissent en 1965, lorsque le château est rénové. Les communs datent de 1822.
Le château a été restauré en 2000. Il abrite quatre appartements et au rez-de-chaussée des salles de réunion des administrations locales et une salle d'expositions.

## Source
- (de) Cet article est partiellement ou en totalité issu de l’article de Wikipédia en allemand intitulé « Schloss Erdmannsdorf » (voir la liste des auteurs).